# (7963) Falcinelli
(7963) Falcinelli est un astéroïde de la ceinture principale.

## Description
(7963) Falcinelli est un astéroïde de la ceinture principale. Il fut découvert le 1er février 1995 à Stroncone par l'Observatoire astronomique Santa Lucia de Stroncone. Il présente une orbite caractérisée par un demi-grand axe de 2,59 UA, une excentricité de 0,18 et une inclinaison de 12,7° par rapport à l'écliptique.

## Compléments